# Polisportiva Libertas Livorno 1982-1983

## Stagione
Nella stagione 1982-1983, la Libertas Livorno, ha disputato il massimo campionato nazionale giungendo al nono posto, raggiungendo una tranquilla salvezza ma mancando la qualificazione Play-Off. Non si disputa la Coppa Italia. La società è sponsorizzata dalla Birra Peroni Analcolica.

## Roster
Rosa della squadra
|  | Naz.                   | Ruolo | Sportivo          |  |  |  |  |
|  | ---------------------- | ----- | ----------------- |  |  |  |  |
|  | Italia (bandiera)      |       | Stefano Fantoni   |  |  |  |  |
|  | Italia (bandiera)      |       | Geremia Giroldi   |  |  |  |  |
|  | Italia (bandiera)      |       | Massimo Giusti    |  |  |  |  |
|  | Stati Uniti (bandiera) |       | Abdul Jeelani     |  |  |  |  |
|  | Italia (bandiera)      |       | Giancarlo Lazzari |  |  |  |  |
|  | Italia (bandiera)      |       | Andrea Masini     |  |  |  |  |
|  | Italia (bandiera)      |       | Alessandro Mori   |  |  |  |  |
|  | Italia (bandiera)      |       | Roberto Paleari   |  |  |  |  |
|  | Stati Uniti (bandiera) |       | Kevin Restani     |  |  |  |  |